# Javier Dorado
Javier Dorado Bielsa (Talavera de la Reina, Toledo, 17 de febrero de 1977-27 de febrero de 2025)  fue un futbolista español que jugaba como lateral izquierdo.

## Trayectoria
Inició su carrera futbolística en la cantera del Real Madrid C. F. Su debut con el primer equipo se produjo el 9 de junio de 1999, en el encuentro de ida de las semifinales de la Copa del Rey que el Real Madrid perdió por 6-0 ante el Valencia C. F. en el estadio de Mestalla. En la temporada 1999-2000 se proclamó campeón de la Liga de Campeones de la UEFA.
Posteriormente, fue cedido a la U. D. Salamanca y, después, al Real Sporting de Gijón, ambos equipos de Segunda División. En 2002, fue traspasado al Rayo Vallecano de Madrid de Primera División. Una temporada después, regresó al Sporting y tras militar en el equipo asturiano durante tres campañas fue contratado por el R. C. D. Mallorca, lo que supuso su regreso a la máxima categoría. En el Mallorca permaneció tres años, si bien el último —2008-09— no dispuso de ficha federativa, con lo que no llegó a disputar ningún partido oficial.
En 2011, regresó al fútbol profesional firmando por una temporada con el C. D. Atlético Baleares, tras haber puesto fin a su carrera deportiva dos años antes y haber disputado la Liga de Fútbol Indoor con la camiseta del Mallorca.
Falleció el 27 de febrero de 2025 a causa de una leucemia.

## Selección nacional
Fue internacional con España en la categoría sub-21, con la que disputó la Eurocopa 2000 celebrada en Eslovaquia.

## Clubes
| Club                              | País   | Año       |
| --------------------------------- | ------ | --------- |
| Real Madrid C. F. "C"             | España | 1996-1997 |
| Real Madrid C. F. "B"             | España | 1997-1999 |
| Real Madrid C. F.                 | España | 1999-2002 |
| → U. D. Salamanca (cedido)        | España | 2000-2001 |
| → Real Sporting de Gijón (cedido) | España | 2001-2002 |
| Rayo Vallecano de Madrid          | España | 2002-2003 |
| Real Sporting de Gijón            | España | 2003-2006 |
| R. C. D. Mallorca                 | España | 2006-2009 |
| C. D. Atlético Baleares           | España | 2011-2012 |

## Palmarés

### Copas internacionales
| Título            | Club              | País   | Año  |
| ----------------- | ----------------- | ------ | ---- |
| Liga de Campeones | Real Madrid C. F. | España | 2000 |